# ليم دونغ-هيون
ليم دونغ-هيون (هانغل: 임동현) هو لاعب كرة قدم كوري جنوبي في مركز الدفاع، ولد في 1 يونيو 1994 في كوريا الجنوبية. لعب مع Gainare Tottori ‏.

## وصلات خارجية
- ليم دونغ-هيون على موقع رابطة كرة القدم اليابانية للمحترفين (اليابانية)
- ليم دونغ-هيون على موقع قاعدة بيانات كرة القدم.إي يو (الإنجليزية)